# R. Joseph Hoffmann

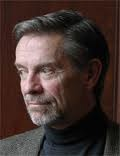
R. Joseph Hoffmann

Raymond Joseph „Joe“ Hoffmann (* 16. Dezember 1947) ist ein US-amerikanischer Historiker. Sein Werk befasst sich im Kern mit der Bibelkritik.

## Leben
Hoffmann wurde an der Harvard University, der Oxford University und der Universität Heidelberg ausgebildet und hat seither an verschiedenen Hochschulen unterrichtet, darunter am Wells College in New York. Er arbeitete vielfach in Afrika. Hoffmann befasste sich ausführlich mit den Ursprüngen des Christentums.
Bekanntheit erlangte er für seine These zur Rolle und Datierung von Marcion in der Geschichte des Kanons des Neuen Testaments sowie für die Rekonstruierung der Schriften früher Gegner des Christentums: Celsus (1987), Porphyrios (1994) und Kaiser Julian (2004).
Hoffmann gilt als Unterstützer des Jesus-Mythos. So ging es – laut Hoffmann – in den Evangelien nicht darum, die Person Jesus korrekt darzustellen, sondern seine angebliche Göttlichkeit hervorzuheben. Die Evangelien von Matthäus, Markus, Lukas und Johannes seien erst zwei Generationen nach Jesus entstanden, außerhalb der Evangelien sei wenig über Jesus bekannt. Daher müsse die historische Existenz Jesu bezweifelt werden. Hoffmann ist Vorsitzender des Committee for the Scientific Examination of Religion und war im Center for Inquiry aktiv.

## Schriften
- Jesus Outside the Gospels (1987), ISBN 0-87975-387-0
- Porphyry’s Against the Christians: The Literary Remains (1994), ISBN 0-87975-889-9
- The Jesus Legend (1996), ISBN 0-8126-9334-5 (mit George Albert Wells)
- Biblical V. Secular Ethics: The Conflict. Prometheus Books, Amherst, New York 1988, ISBN 0-87975-418-4 (englisch).
- Marcion, on the Restitution of Christianity: An Essay on the Development of Radical Paulist Theology in the Second Century. Scholars Press, 1984, ISBN 0-89130-638-2 (englisch).
- R. Joseph Hoffmann (Hrsg.): The Secret Gospels: A Harmony of Apocryphal Jesus Traditions. Prometheus Books, Amherst, New York 1996, ISBN 1-57392-069-X (englisch).
- Jesus in History and Myth. Prometheus Books, Amherst, New York 1986, ISBN 0-87975-332-3 (englisch).

| Personendaten    | Personendaten                |
| ---------------- | ---------------------------- |
| NAME             | Hoffmann, R. Joseph          |
| ALTERNATIVNAMEN  | Hoffmann, Raymond Joe        |
| KURZBESCHREIBUNG | US-amerikanischer Historiker |
| GEBURTSDATUM     | 16. Dezember 1947            |